# Ricardo Rangel
Ricardo Achiles Rangel (Lourenço Marques, 15 de fevereiro de 1924 — Maputo, 11 de junho de 2009) foi um fotojornalista e fotógrafo moçambicano.

## Biografia

### Início da vida
Rangel nasceu na cidade de Lourenço Marques, atualmente conhecida por Maputo, filho de um empresário grego, Rangel tem ascendência africana, europeia e chinesa. Rangel foi criado pela sua avó, nos subúrbios de Lourenço Marques.
Nos anos 60, ele se casou com uma senhora suíça, Beatrice, com quem viveu até morrer.

### Carreira
Ricardo Rangel começou sua carreira como fotógrafo durante o início dos anos 40, trabalhando na revelação de imagens em um estúdio privado, o que despertou o seu interesse na fotografia. Rangel foi contratado como o primeiro não-branco do jornal moçambicano Notícias da Tarde em 1952, onde trabalhou como fotógrafo. Rangel passou para o principal jornal de Moçambique, o Notícias, em 1956.
Ele foi fotógrafo-chefe do semanário A Tribuna, de 1960 até 1964. Rangel mudou-se para a cidade da Beira, em meados dos anos 60 onde trabalhou como fotógrafo para vários jornais, incluindo o Diário de Moçambique, Voz Africana e Notícias da Beira. Voltou para a cidade de Lourenço Marques durante o final dos anos 60 e voltou para o Notícias.
Rangel juntou-se a quatro outros jornalistas moçambicanos, em 1970, para fundar um semanário chamada Tempo que, na verdade, agiu como a única publicação em oposição ao governo colonial. Rangel trabalhou na Tempo como fotógrafo-chefe, muitas vezes documentando a pobreza ou a política colonial.
Muitas das fotografias de Rangel daquela época colonial foram proibidas ou destruídas pelos censores do Governo Português e não puderam ser publicadas ou exibidas até à independência de Moçambique em 1975. Ele se tornou um frequente alvo da polícia secreta, a PIDE. Moçambique ganhou independência de Portugal em 1975 e Rangel teve um papel ativo na formação de novos fotógrafos moçambicanos durante todo o período pós-independência e na época da Guerra Civil de Moçambique. Ele foi nomeado o chefe dos fotógrafos Notícias em 1977, após a maioria dos outros fotojornalistas terem deixado o país após a independência de Moçambique.
Rangel se tornou o primeiro diretor da publicação do semanário moçambicano Domingo em 1981, fundou o Centro de Formação, escola de fotografia, em Maputo em 1983 e continuou a ser o seu diretor até a sua morte em 2009. Rangel mostrou o seu trabalho na Europa e em África em exposições, publicações e em museus a partir de 1983.
A 25 de novembro de 1998, foi agraciado com o grau de Oficial da Ordem do Infante D. Henrique, de Portugal.
Rangel também fundou a Associação Fotográfica Moçambicana, servindo como o primeiro presidente da organização. Ele foi agraciado mais tarde com o título de Presidente-vitalício (ou honorário) pelos membros da associação.
Em 2008, Rangel recebeu um doutoramento honorário em ciências sociais por sua "contribuição para a cultura moçambicana" da Universidade Eduardo Mondlane, que é maior e mais antiga da universidade de Moçambique.
Além disso, Rangel foi eleito para a Assembleia Municipal de Maputo de 1998 a 2003, como um membro do grupo de cidadãos Juntos Pela Cidade.

### Morte
Rangel morreu dormindo em sua casa, em Maputo, Moçambique, em 11 de junho de 2009, na idade de 85 anos. Seu funeral, que teve lugar no Conselho Municipal de Maputo em 15 de junho de 2009, contou com a presença de várias personalidades, incluindo a Primeira-ministra de Moçambique, Luisa Dias Diogo.  Jazz foi a música tocada no funeral, de acordo com seus desejos. Ele foi enterrado no cemitério Lhanguene em Maputo.
A primeira-ministra Luisa Diogo elogiou a vida e a carreira de Rangel no seu funeral, observando que Rangel deixou "uma marca indelével na história de Moçambique". Ela também elogiou Rangel pela época da colônia de trabalho que foi utilizada "para denunciar a ditadura colonial", e salientou que muitas das fotografias de Rangel tinham sido proibidas até à independência de Moçambique.
João Costa, da Associação Fotográfica Moçambicana, falou do Rangel dizendo: "o homem morre, mas o seu trabalho permanece".

## Filme
O filme “Ricardo Rangel - Ferro em Brasa”, do realizador Licínio Azevedo, é um longa-metragem projetado no Instituto Camões, em Luanda, no quadro do ciclo de Cinema da CPLP que decorre na capital angolana do dia 10 ao dia 16 de setembro de 2009.
Organizado pelas embaixadas dos países da CPLP acreditados em Angola, o ciclo compreende a exibição de cinco filmes de Portugal, Brasil, Cabo Verde, Moçambique e Angola, segundo fonte da Embaixada de Moçambique em Luanda, contactada pela AIM, em Lisboa.
O filme, com duração de 52 minutos, é um documentário dos 80 anos de Ricardo Rangel, 60 anos dos quais foram dedicados à fotografia, dirigido por Licinio de Azevedo e co-produzido por Camilo de Sousa e a Ebano Multimédia. Foi rodado e concluído alguns meses antes da morte de Rangel, no dia 11 de junho de 2009

### Sinopse
Ricardo Rangel, fotógrafo, 80 anos, é o símbolo vivo da geração que no fim dos anos 40 iniciou as primeiras denúncias contra a situação colonial. Enquanto fotografava a cidade dos colonos, Ricardo revelava a desumanidade e a crueldade do colonialismo. Desde então até ao fim da guerra civil pós-independência, Ricardo fotografou 60 anos da história de Moçambique. Neste filme, Ricardo conduz-nos pela sua vida e obra, onde a cidade de Maputo, a boêmia e o jazz têm um lugar especial.